# Thymus membranaceus
Thymus membranaceus — вид рослин родини глухокропивові (Lamiaceae), ендемік Іспанії.

## Опис
Напівчагарник до 40 см заввишки, деревні. Стебла запушені. Листки 5–11 × 0.8–2 мм, від лінійних до лінійно-ланцетних, тільки з віями на основі. Суцвіття діаметром 15–30 мм, головчасті. Приквітки 10–16 × 5–13 мм, широко яйцеподібні, білуваті, іноді трохи забарвлені, гострі або загострені, з добре вираженими жилками. Квітки з волосатими квітконіжками ≈2 мм. Чашечка 5.5–7.5 мм, не забарвлена, гола або рідко волохата, з вираженими жилками; трубка 2.5–3.5 мм. Віночок 12–18 мм, білий, волохатий. Пиляки білі. Плоди 1–1.3 × 0.4–0.7 мм, яйцюваті. 2n = 28.

## Поширення
Ендемік південно-східної Іспанії.
Основні субстрати: вапняки, мергелі, базальтові або сланцеві породи; на висотах 10–2180 м.